# Loyola University Chicago Men's Volleyball 2014
Questa voce raccoglie le informazioni riguardanti la Loyola University Chicago Men's Volleyball nella stagione 2014.

## Stagione
La stagione 2014 vede coach Shane Davis alla guida del programma per il dodicesimo anno consecutivo. Il suo staff è composto da Mark Hulse e Kris Berzins, nel ruolo di assistenti allenatori, e da Ben Wilson, come assistente allenatore volontario. La rosa della squadra vede due soli nuovi innesti, entrambi provenienti dagli istituti superiori, mentre sono bel nove i giocatori che lasciano il programma.
Il campionato si apre il 2 gennaio col successo interno al tie break ai danni della University of California, Irvine. I Ramblers giocano in casa anche i successivi quattro incontri, perdendo solo contro la University of Southern California. In seguito la squadra continua vince tutti gli incontri di regular season in tre o quattro set, eccetto la gara in casa contro la Ball State University, vinta dopo il quinto set.
La squadra si qualifica al torneo MIVA come testa di serie numero 1, spazzando via prima la Quincy University e poi la Indiana University – Purdue University, prima di aggiudicarsi il titolo di conference battendo in finale la Lewis University.
Nella Final Six NCAA i Ramblers sono nuovamente testa di serie numero 1, entrando così in scena direttamente in semifinale, vincendo dopo cinque sofferti set contro la Pennsylvania State University; nella finalissima, grazie alla vittoria in quattro set contro la Stanford University, la squadra vince il primo titolo NCAA della propria storia, concludendo la stagione con un bilancio di ventinove vittorie ed una sconfitta.
A livello individuale l'intero sestetto ottiene riconoscimenti individuale, così come coach Davis, premiato come miglior allenatore sia a livello nazionale che a livello di conference. Tra i giocatori spiccano particolarmente Cody Caldwell, Joseph Smalzer e Thomas Jaeschke.

## Organigramma societario
Area direttiva
- Presidente: M. Grace Calhoun

Area tecnica
- Allenatore: Shane Davis
- Assistente allenatore: Mark Hulse, Kris Berzins
- Assistente allenatore volontario: Ben Wilson

## Rosa
| N° | Nome            | Ruolo | Data di nascita  | Nazionalità sportiva | Anno      |
| -- | --------------- | ----- | ---------------- | -------------------- | --------- |
| 1  | Jagger Kroener  | L     |                  | Stati Uniti          | Freshman  |
| 2  | Peter Hutz      | P     |                  | Stati Uniti          | Sophomore |
| 3  | Trevor Novotny  | S     |                  | Stati Uniti          | Sophomore |
| 5  | Diego Rodriguez | P     |                  | Stati Uniti          | Sophomore |
| 6  | Peter Jasaitis  | L     |                  | Stati Uniti          | Senior    |
| 7  | Torey Darin     | S/O   |                  | Stati Uniti          | Senior    |
| 8  | Dainis Berzins  | S     |                  | Stati Uniti          | Senior    |
| 10 | James Zaluski   | C     |                  | Stati Uniti          | Sophomore |
| 11 | Brandon Palmer  | C     |                  | Stati Uniti          | Freshman  |
| 12 | Cody Caldwell   | S     | 28 marzo 1993    | Stati Uniti          | Junior    |
| 13 | Owen McAndrews  | C     |                  | Stati Uniti          | Freshman  |
| 16 | Joseph Smalzer  | S/O   | 8 ottobre 1990   | Stati Uniti          | Senior    |
| 17 | Thomas Jaeschke | S     | 4 settembre 1993 | Stati Uniti          | Sophomore |
| 23 | Robert Chilcoat | S     |                  | Stati Uniti          | Sophomore |
| 26 | Kevin Maxwell   | P     |                  | Stati Uniti          | Senior    |
| 27 | Nicholas Olson  | C     |                  | Stati Uniti          | Sophomore |

## Mercato
| Acquisti | Acquisti       | Acquisti             | Acquisti   |
| R.       | Nome           | da                   | Modalità   |
| -------- | -------------- | -------------------- | ---------- |
| L        | Jagger Kroener | Loyola High School   | definitivo |
| C        | Brandon Palmer | Demascus High School | definitivo |

| Cessioni | Cessioni       | Cessioni | Cessioni |
| R.       | Nome           | a        | Modalità |
| -------- | -------------- | -------- | -------- |
| S        | Matt Phillips  | -        | ritirato |
| C        | Kyle Nail      | -        | ritirato |
| S        | Ryan Baine     | -        | ritirato |
| C        | Danny Podkowa  | -        | ritirato |
| L        | Pete Aronchick | -        | ritirato |
| C        | Pat Adler      | -        | ritirato |
| C        | Jeff Patton    | -        | ritirato |
| C        | Eric Daliege   | -        | ritirato |
| P        | Matt Mirick    | -        | ritirato |

## Risultati

### Division I NCAA

#### Regular season

##### Girone
| 2 gennaio 2014 Joseph J. Gentile Arena, Chicago   | Loyola Chicago | 3 - 2 | UC Irvine           | 24-26, 25-19, 26-24, 17-25, 15-12 |
| 3 gennaio 2014 Joseph J. Gentile Arena, Chicago   | Loyola Chicago | 3 - 0 | Brigham Young       | 28-26, 25-23, 25-22               |
| 4 gennaio 2014 Joseph J. Gentile Arena, Chicago   | Loyola Chicago | 1 - 3 | Southern California | 25-27, 25-18, 20-25, 15-25        |
| 17 gennaio 2014 Joseph J. Gentile Arena, Chicago  | Loyola Chicago | 3 - 0 | Erskine             | 25-10, 25-21, 25-20               |
| 18 gennaio 2014 Joseph J. Gentile Arena, Chicago  | Loyola Chicago | 3 - 0 | Mount Olive         | 25-9, 25-11, 25-9                 |
| 24 gennaio 2014 Pitt Center, Fairfield            | Sacred Heart   | 1 - 3 | Loyola Chicago      | 25-23, 16-25, 17-25, 18-25        |
| 25 gennaio 2014 Malkin Athletic Center, Cambridge | Harvard        | 0 - 3 | Loyola Chicago      | 19-25, 14-25, 14-25               |
| 1º febbraio 2014 Joseph J. Gentile Arena, Chicago | Loyola Chicago | 3 - 0 | Ohio State          | 25-15, 25-20, 25-23               |
| 5 febbraio 2014 Neil Carey Arena, Romeoville      | Lewis          | 1 - 3 | Loyola Chicago      | 23-25, 25-21, 17-25, 19-25        |
| 8 febbraio 2014 Joseph J. Gentile Arena, Chicago  | Loyola Chicago | 3 - 0 | McKendree           | 25-16, 25-6, 25-11                |
| 14 febbraio 2014 Antelope Gymnasium, Phoenix      | Grand Canyon   | 0 - 3 | Loyola Chicago      | 20-25, 26-28, 22-25               |
| 15 febbraio 2014 Antelope Gymnasium, Phoenix      | Grand Canyon   | 0 - 3 | Loyola Chicago      | 12-25, 24-26, 12-25               |
| 20 febbraio 2014 Worthen Arena, Muncie            | Ball State     | 1 - 3 | Loyola Chicago      | 19-25, 21-25, 25-20, 17-25        |
| 22 febbraio 2014 Joseph J. Gentile Arena, Chicago | Loyola Chicago | 3 - 1 | IPFW                | 25-21, 23-25, 25-21, 25-18        |
| 27 febbraio 2014 Pepsi Arena, Quincy              | Quincy         | 0 - 3 | Loyola Chicago      | 17-25, 17-25, 21-25               |
| 28 febbraio 2014 Hyland Arena, Saint Charles      | Lindenwood     | 0 - 3 | Loyola Chicago      | 23-25, 18-25, 18-25               |
| 13 marzo 2014 Joseph J. Gentile Arena, Chicago    | Loyola Chicago | 3 - 0 | George Mason        | 25-17, 25-17, 25-12               |
| 18 marzo 2014 Joseph J. Gentile Arena, Chicago    | Loyola Chicago | 3 - 1 | Lewis               | 22-25, 25-23, 25-19, 25-19        |
| 21 marzo 2014 Joseph J. Gentile Arena, Chicago    | Loyola Chicago | 3 - 1 | Penn State          | 23-25, 25-20, 25-19, 25-22        |
| 22 marzo 2014 Joseph J. Gentile Arena, Chicago    | Loyola Chicago | 3 - 0 | Saint Francis       | 25-12, 25-20, 25-22               |
| 27 marzo 2014 Joseph J. Gentile Arena, Chicago    | Loyola Chicago | 3 - 2 | Ball State          | 23-25, 23-25, 25-16, 25-22, 16-14 |
| 29 marzo 2014 Gates Sports Center, Fort Wayne     | IPFW           | 0 - 3 | Loyola Chicago      | 20-25, 13-25, 22-25               |
| 3 aprile 2014 Joseph J. Gentile Arena, Chicago    | Loyola Chicago | 3 - 0 | Lindenwood          | 25-22, 25-19, 25-23               |
| 5 aprile 2014 Joseph J. Gentile Arena, Chicago    | Loyola Chicago | 3 - 0 | Quincy              | 25-17,25-16,25-21                 |
| 11 aprile 2014 St. John Arena, Columbus           | Ohio State     | 1 - 3 | Loyola Chicago      | 25-19, 21-25, 19-25, 22-25        |

##### Torneo MIVA
| 17 aprile 2014 - Quarti di finale Joseph J. Gentile Arena, Chicago | Loyola Chicago #1 | 3 - 0 | Quincy #8 | 25-10, 25-18, 25-18        |
| 23 aprile 2014 - Semifinale Joseph J. Gentile Arena, Chicago       | Loyola Chicago #1 | 3 - 0 | IPFW #4   | 27-25, 25-19, 25-21        |
| 26 aprile 2014 - Finale Joseph J. Gentile Arena, Chicago           | Loyola Chicago #1 | 3 - 1 | Lewis #2  | 25-16, 27-25, 21-25, 25-21 |

##### Final Six
| 1º maggio 2014 - Semifinale Joseph J. Gentile Arena, Chicago | Loyola Chicago #1 | 3 - 2 | Penn State #5 | 25-20, 22-25, 25-21, 18-25, 15-11 |
| 3 maggio 2014 - Finale Joseph J. Gentile Arena, Chicago      | Loyola Chicago #1 | 3 - 1 | Stanford #3   | 25-17, 19-25, 25-19, 25-15        |

## Statistiche

### Statistiche di squadra
| Competizione    | Punti | In casa | In casa | In casa | In trasferta | In trasferta | In trasferta | Campo neutro | Campo neutro | Campo neutro | Totale | Totale | Totale |
| Competizione    | Punti | G       | V       | P       | G            | V            | P            | G            | V            | P            | G      | V      | P      |
| --------------- | ----- | ------- | ------- | ------- | ------------ | ------------ | ------------ | ------------ | ------------ | ------------ | ------ | ------ | ------ |
| NCAA Division I | .966  | 20      | 19      | 1       | 10           | 10           | 0            | 0            | 0            | 0            | 30     | 29     | 1      |
| Totale          | .966  | 20      | 19      | 1       | 10           | 10           | 0            | 0            | 0            | 0            | 30     | 29     | 1      |

G = partite giocate; V = partite vinte; P = partite perse

### Statistiche dei giocatori
| Giocatore    | Division I NCAA | Division I NCAA | Division I NCAA | Division I NCAA | Division I NCAA | Totale | Totale | Totale | Totale | Totale |
| Giocatore    | P               | PT              | AV              | MV              | BV              | P      | PT     | AV     | MV     | BV     |
| ------------ | --------------- | --------------- | --------------- | --------------- | --------------- | ------ | ------ | ------ | ------ | ------ |
| D. Berzins   | 58              | 123             | 98              | 4               | 21              | 58     | 123    | 98     | 4      | 21     |
| C. Caldwell  | 86              | 319             | 292             | 3               | 24              | 86     | 319    | 292    | 3      | 24     |
| R. Chilcoat  | 7               | 5               | 3               | 1               | 1               | 7      | 5      | 3      | 1      | 1      |
| T. Darin     | 13              | 13              | 11              | 0               | 2               | 13     | 13     | 11     | 0      | 2      |
| P. Hutz      | 101             | 44              | 35              | 5               | 4               | 101    | 44     | 35     | 5      | 4      |
| T. Jaeschke  | 101             | 384             | 312             | 7               | 65              | 101    | 384    | 312    | 7      | 65     |
| P. Jasaitis  | 105             | 2               | 2               | 0               | 0               | 105    | 2      | 2      | 0      | 0      |
| J. Kroener   | 10              | 0               | 0               | 0               | 0               | 10     | 0      | 0      | 0      | 0      |
| K. Maxwell   | 7               | 0               | 0               | 0               | 0               | 7      | 0      | 0      | 0      | 0      |
| O. McAndrews | 95              | 200             | 178             | 4               | 18              | 95     | 200    | 178    | 4      | 18     |
| T. Novotny   | 41              | 20              | 15              | 0               | 5               | 41     | 20     | 15     | 0      | 5      |
| N. Olson     | 106             | 212             | 195             | 8               | 9               | 106    | 212    | 195    | 8      | 9      |
| B. Palmer    | -               | -               | -               | -               | -               | -      | -      | -      | -      | -      |
| D. Rodriguez | 67              | 3               | 0               | 0               | 3               | 67     | 3      | 0      | 0      | 3      |
| J. Smalzer   | 86              | 348             | 321             | 0               | 27              | 86     | 348    | 321    | 0      | 27     |
| J. Zaluski   | 19              | 25              | 20              | 2               | 3               | 19     | 25     | 20     | 2      | 3      |

P = presenze; PT = punti totali; AV = attacchi vincenti; MV = muri vincenti; BV = battute vincenti

## Premi individuali
- Shane Davis:

AVCA Coach of the Year
MIVA Coach of the Year
- Cody Caldwell:

National MVP
All-MIVA First Team
MIVA All-Tournament Team
- Joseph Smalzer:

National All-Tournament Team
All-MIVA First Team
MIVA Tournament MVP
- Thomas Jaeschke:

AVCA All-America First Team
National All-Tournament Team
MIVA Player of the Year
All-MIVA First Team
- Peter Hutz:

National All-Tournament Team
MIVA All-Tournament Team
- Peter Jasaitis:

MIVA All-Tournament Team
- Nicholas Olson:

All-MIVA Second Team